# سيزجي سينا أكاي
سيزجي سينا أكاي (بالتركية: Sezgi Sena Akay)‏ هي ممثلة ومذيعة ولاعبة كرة طائرة وعارضة أزياء تركية ولدت في يوم 31 أكتوبر 1994م في إسطنبول لعائلة شركسية الأصل. اشتهرت بعد فوزها بمسابقة أفضل عارضة أزياء في تركيا في سنة 2012م وثم فوزها بمسابقة أفضل عارضة أزياء في العالم لنفس السنة. بدأت التمثيل بعد ذلك، ومثلت في مسلسل حريم السلطان: السلطانة كوسم في سنة 2017م.